# Yved de Rouen
Yved ou Évode, Yves, Ysoie, Yvoize, Evodius, évêque de Rouen vers 422, mort aux Andelys ; saint chrétien  fêté le 8 octobre.

## Biographie
Dom Pommeraye rapporte la légende d'un incendie qu'il aurait éteint de "quelques prières mouillées de larmes".
Son tombeau se trouve dans l'enceinte de la cathédrale de Rouen.

## Lieu dédié à saint Yved
Le seul lieu, en France, dédié à ce saint et portant son nom est l'église abbatiale Saint-Yved de Braine (Aisne). 
Afin de protéger les reliques des invasions normandes, elles sont transportées, au IXe siècle, au fort de Braine. L'église dépositaire des saintes reliques aura la charge, au XIXe siècle, d'en assurer la translation en la Cathédrale de Rouen sous l'autorité du cardinal de Bonnechose, archevêque de Rouen.
La maîtrise de la cathédrale de Rouen est connue sous le nom de Maîtrise Saint-Evode depuis le XIXe siècle.

## Sources et références
- Notice sur la translation des reliques de Saint Yved et Saint Victrice en la ville de Braine - Par l'abbé Henri Congnet - Paris 1865.

1. ↑  Nominis : Saint Evode